# ウィリアム・キッフィン

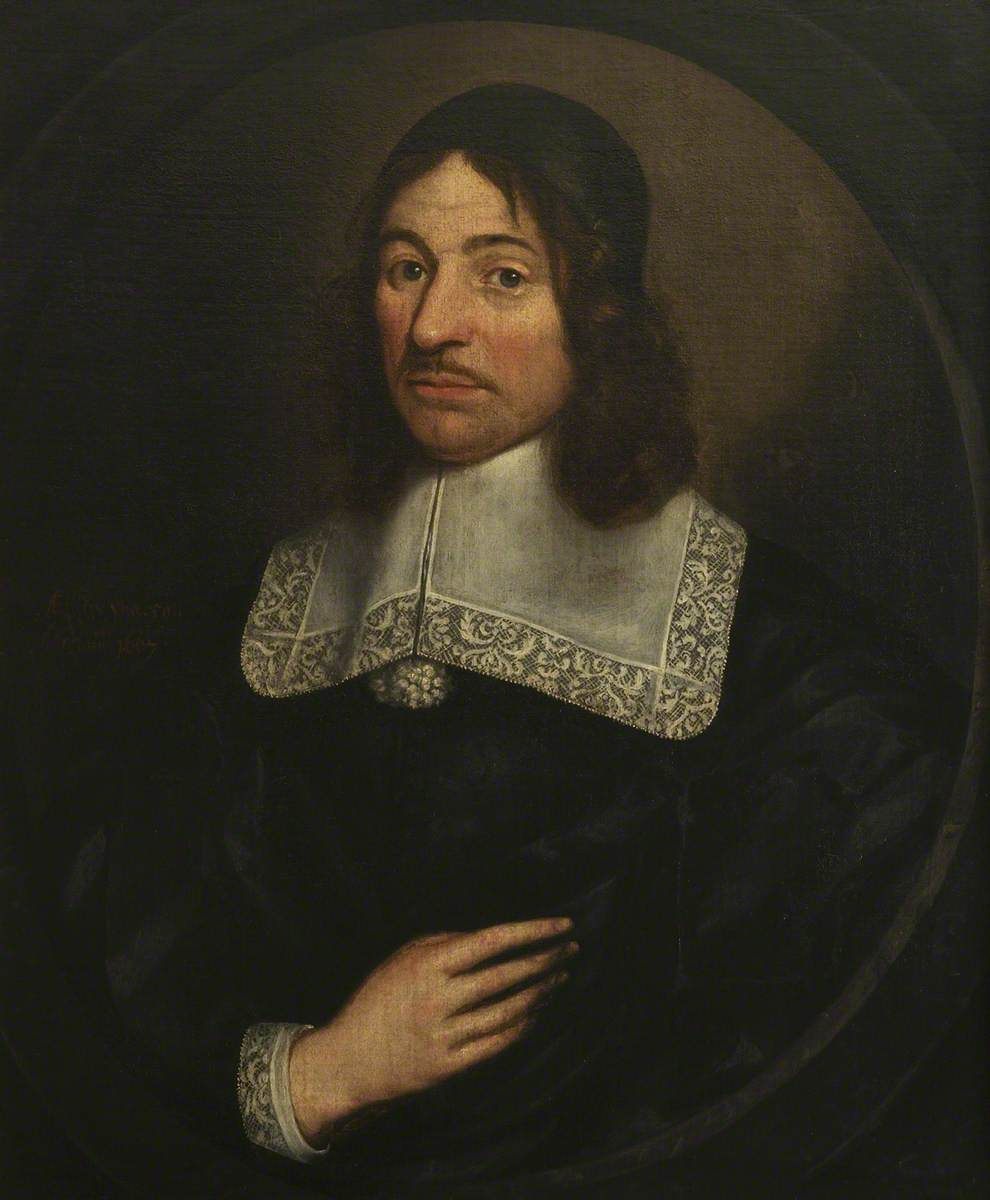
ウィリアム・キッフィン

ウィリアム・キッフィン（英：William Kiffin, 1616年 - 1701年12月29日）は、清教徒革命（イングランド内戦）から王政復古期にかけてのイングランドの貿易商人。バプテスト教会の牧師でもあり、パティキュラー・バプテストを率いて度重なる迫害に屈せず、信教の自由が認められてバプテストが迫害されなくなるまで奮闘し続けた。姓はKiffenとも書かれる。

## 生涯

### バプテスト入信と論争
1616年誕生。1693年に起こした手稿『回想録』で書いてある前半生は、9歳の1625年にロンドンで流行したペストで両親を失い、13歳から7年間手袋製造工の徒弟奉公で過ごし、1638年に自分と同じ教会に通うハンナという女性と結婚、同年にリヴァリ・カンパニーの中でも最大級の鞣革商人組合の会員となった。この時期にジョン・リルバーンと知り合ったと思われ聖書討論に参加、ピューリタンへの回心に目覚め、ジョン・グッドウィンらの説教を聞いたり著作を読んで信仰熱心な職人になり、仲間も誘って聖書討論を開いたという。また独立派（会衆派教会）あるいは分離派教会の入信を経てバプテスト教会を立ち上げたと推定されるが、入信時期と設立の経緯およびどの教会に入ったかは定かでない。
第一次イングランド内戦の最中の1643年3月頃にバプテスマ（浸礼での洗礼）を採用、以後亡くなる1701年までの58年間、海上貿易に従事しながらパティキュラー・バプテスト教会の牧師として活動することになる。教会は迫害で転々として、最終的に落ち着いた住所名からデヴォンシャー・スクエア・バプテスト教会と名付けられた。1640年12月と1642年3月に秘密集会を開いた件で迫害を受け、1度目は暴徒の投石で怪我を負い、2度目は裁判にかけられて投獄され、ブルック男爵ロバート・グレヴィルの介入で釈放された。この前後の1641年にリルバーンのパンフレット出版を手伝っている。
1644年10月に『第一ロンドン信仰告白』が出版、キッフィンを含めたロンドンの7つのパティキュラー・バプテスト教会の代表が署名した（キッフィンは筆頭署名者）。イングランド国教会の幼児洗礼を否定し、個人の信仰告白に基づく浸礼を組織の基礎に置くパティキュラー・バプテストの初めての信仰告白であるこの書物は、キッフィンが発起人かつ主要な著者であったとされ、浸礼執行者を誰にするかで生じた信者間の論争を念頭に置き、『告白』の第41条に浸礼執行は平信徒説教師が行うことを提唱、1646年に出された『告白』の修正版では国家による良心の自由を義務として掲げている。

### 共和国との連携
1647年にキッフィンは平信徒説教に反対する議会とシティ・オブ・ロンドンの迫害に晒され、平信徒説教を咎められ他の説教師と共に議会の査問委員会にかけられたが、一方で議会の税額査定官に任命されたとも言われている。議会派のオリバー・クロムウェルと婿のヘンリー・アイアトンが進めたチャールズ1世との交渉にも関係していて、9月にハンプトン・コート宮殿で軟禁中のチャールズ1世に接触していたたことが伝えられるが、彼が11月に脱走したため交渉は破談になった。
同時期にリルバーンらが組織した平等派が『人民協定』で政治改革を唱えて議会と対立、キッフィンらパティキュラー・バプテスト教会は当初平等派の支持基盤だったがやがて平等派を非難する側に回り、平等派の主張を社会に有害だと非難した。1649年3月28日にリルバーン、ウィリアム・ウォルウィン、リチャード・オーバートンら平等派のメンバーが逮捕されロンドン塔へ投獄された後、4月2日にキッフィンは陳情団を率いてランプ議会へ請願を提出、平等派とは無関係だと強調した上で、政治に関わらず福音の前進に尽くすと共に、イングランド共和国へ貧民救済と不平不満の解消を訴え、請願を受理した議会からは返答としてパティキュラー・バプテスト教会の自由と保護を保証された。これはバプテスト教会の政教分離原則を示すと共に、共和国における社会的地位の安定を獲得したことになる。反対に平等派はバプテスト教会など分離派の支持基盤を失い没落していった。
1651年11月10日にバプテストと独立派や第五王国派の聖職者達と共同で『会衆の宣言』を発表、宗教的多様性を認め共和国への服従を主張した。また政治で決裂したリルバーンとは個人的な付き合いを続け、彼の冒険商人組合の非難を受け継ぎ、組合の貿易利益独占に反対して自由貿易を訴えている。共和国では宗教・商売ともに順調な発展を遂げ、オランダ・アムステルダムを中継貿易港として、東方から西インド諸島まで手広く行った貿易が成功して財産を増やし、バプテスト教会も信者を増やして成長していった。政治家としても活動、1656年の第二議会でミドルセックス選挙区選出議員になり、航海条例制定時の公聴会や冒険商人組合の毛織物輸出独占貿易に対して自由貿易を主張した。この主張は1649年9月に貿易促進を図る国務会議から指名されたことを受け、それから7年と間隔が空いたが第二議会が開かれる前の1656年5月28日付の書状で記録され、冒険商人組合の独占貿易擁護に経済衰退・組合内の経済格差に伴う不平等・万人の生得権を持ち出して『交易の自由』が損なわれることの3点を挙げて反論した。護国卿となっていたクロムウェルはキッフィンの主張を取り上げず、5月30日に冒険商人組合の擁護と非組合員の交易禁止を布告する一方、組合入会金を200ポンドから半額または4分の1に下げることも布告、多少でも貿易独占の参入の機会が拡大した。
貿易とそれに伴う冒険商人組合との対立は第一ロンドン信仰告白を出版する1年前の1643年から始まり、毛織物輸出で儲けつつも聖書の研究に没頭していた時期だった。毛織物貿易は冒険商人組合の独占事業のため、新興貿易商人は密貿易商人（インターローパー）に転向してでも参入する道を選んだ。キッフィンもそうした商人であり、密貿易だけでなく冒険商人組合を批判して自由貿易を盛んに提唱していった。石鹸製造業と独立生産者の対立で1653年に後者へ味方して前者の独占事業を非難することもあったが、主な事業は貿易で、共和国の意向に沿って貿易を行い、始めアムステルダムを通した貿易、次に1653年から1654年までフランス・ボルドーからワインをスコットランドへ輸入する貿易に従事した。やがて1655年には西インド諸島にも貿易航路を拡げ、第一次英蘭戦争で共和国と対立したオランダに代わりスウェーデンからピッチ・タールを輸入する貿易にまで範囲を拡張し利益を上げていった。

### 度重なるバプテスト迫害
1660年の王政復古でチャールズ2世および王党派やイングランド国教会が復帰、キッフィンは革命前の迫害される立場に逆戻りして再び苦難の道を歩むことになった。王政復古前の2月に武器隠匿の罪で逮捕、すぐに釈放されたが5月には国王崇拝に熱狂的な暴徒により教会の集会場を破壊されたり、1661年1月に第五王国派のトマス・ヴェンナーが起こした反乱に連座の嫌疑をかけられ逮捕されたが釈放、2月にも非合法集会出席で逮捕・釈放されている。クラレンドン法典の公布でバプテストを含む非国教徒の迫害は深刻になり、1662年末にバプテストはニューゲート監獄で289人収監、ロンドン塔で18人収監された。
キッフィンは迫害に対して宮廷の高官に働きかけて抵抗、国王チャールズ2世の保護も取り付ける方法に出た。1663年にバプテスト14人が非合法集会出席で死刑宣告された時、死刑囚の家族から救済を求められて助命嘆願に動き、知り合いで宮廷に顔が広いレディ・キャサリン・ラネラ（ロバート・ボイルの姉）に同じく知り合いのクラレンドン伯爵エドワード・ハイドへの取り成しを依頼、彼女からの手紙をクラレンドン伯へ届けてチャールズ2世の恩赦を獲得、14人の釈放を勝ち取った。このキッフィンの運動が成功した背景にはキャサリンやクラレンドン伯と知己だったことも大きいが、クラレンドン伯の政敵であるバッキンガム公ジョージ・ヴィリアーズがバプテストと対立関係だったことも一因とされる。
1666年からはダニエル・ダイクとリチャード・アダムスの2人に助けられながら牧師を務め、1670年に度重なる災害や戦争で財政難に苦しむチャールズ2世へ4万ポンドの貸付があった際、全体の1割近くに当たる3600ポンドを貸し付けている（他のバプテスト5人も含めて4800ポンド）。1669年と1670年にロンドン市参事会員に選ばれながらも、国教徒の反発から就任を拒否されたが、経済界では要職就任に成功、1671年から1672年まで鞣革商人組合会長を務め、シャフツベリ伯爵アントニー・アシュリー＝クーパーと秘書のジョン・ロックとも友好関係を構築、1672年に2人が設立に関わったバハマ諸島会社の社員の1人にも選ばれた。だが迫害は続き、クラレンドン法典の一部を構成する1664年施行のコンヴェンティクル条令（秘密集会法とも）が1670年5月に再施行されると集会の罪で逮捕されたが、事前に法律顧問のブルストロード・ホワイトロックに救済を依頼したことが功を奏したのか裁判で勝訴、罰金40ポンドを取り戻す成果を挙げている。

### 晩年
1683年のライハウス陰謀事件で家宅捜査されたり、婿のベンジャミン・ヒューリングが連座するなど、キッフィンの周辺は物騒なままだった。家庭でも不幸が相次ぎ、1670年代に次男ジョゼフがヴェネツィア旅行中に死去（キッフィンはカトリックに毒殺されたと疑っていた）、1685年に末娘ハンナが産んだ2人の外孫ベンジャミンとウィリアムがモンマスの反乱に参加して処刑されている。しかし徐々に迫害は鳴りを潜め、キッフィンは告訴から解放された。
1688年に名誉革命が起こり、それに伴い非国教徒は迫害から解放され、翌1689年5月の寛容法制定でバプテストら非国教徒は自由の身となった。同年に冒険商人組合の独占も剥奪され、毛織物輸出の解禁でキッフィンは宗教で信教の自由、経済で交易の自由を獲得したことになる。キッフィンは新体制に賛同しイングランド王ウィリアム3世・メアリー2世夫妻への貸付に応じ、9月に地方教会がロンドンに集まり開催した総会にアダムスと一緒に出席、1677年に制定された『第二ロンドン信仰告白』（1688年に第二版制定）を総会が教派として公認した際、2番目の署名者となった。1692年に牧師を引退。
1701年に死去、遺体は非国教徒の墓地であるバンヒル・フィールズに埋葬された。教会はアダムスが受け継ぎ、財産の大半は遺言で孫で三男ヘンリー（1698年、父に先立って死去）の長男ウィリアムが相続、残りは他の遺族に譲られた。キッフィンの活動は信教の自由・交易の自由が受け継がれた非国教徒の諸教会の活動と重なり、名誉革命でそれらが実現したことは新興貿易商人が願った世界各地の市場進出、ひいては商業革命の突入と評価されている。ロックの権威主義からリベラルへの思想変化にも関わりがあったとされ、良心の自由でキッフィンとロックは共鳴、それが取引関係に繋がったと推定されている。

## 子女
最初の妻ハンナとの間に3男3女を儲けた。
- ウィリアム（生没年不詳）
- ジョゼフ（? - 1670年代）
- ヘンリー（? - 1698年）
- レベッカ（生没年不詳） - ジョゼフ・ヘイズと結婚
- プリシラ（生没年不詳） - ロバート・リデルと結婚
- ハンナ（生没年不詳） - ベンジャミン・ヒューリングと結婚

1682年にハンナが亡くなり、翌1683年にサラ・リーベと再婚したが不仲になり、夫から財産横領したとして教会から破門された。